# Benched (Modern Family)
Benched é o vigésimo episódio da primeira temporada da série Modern Family. O episódio foi exibido originalmente pela ABC no dia 14 de Abril de 2010 nos EUA.

## Sinopse
O Treinador de Luke e Manny de basquete tem um temperamento muito ruim e sai durante um jogo, fazendo com que Jay e Phil ocupem o cargo, Jay ocupa mais o cargo do que Phil, e Phil mais uma vez não consegue ter o reconhecimento do sogro; Mitchell concorda em ficar em casa enquanto Cameron trabalha o problemas é que nenhum dos dois gostam de situação.

## Críticas
Na sua transmissão original americano, "Benched" foi visto por um número estimado de 8.809 mil famílias e uma participação de 3,6%/10 caindo 8% em comparação com o episódio da semana passada.
O episódio recebeu críticas positivas. Robert Canning da IGN deu ao episódio um 7,8 dizendo que o desempenho de Eric Stonestreet (Cameron) foi "grande", apesar de a reação geral ao episódio foi morna. Além disso, o episódio "ainda forneceu algumas risadas grandes e ajudou a mover parte do desenvolvimento dos personagens". Margaret Lyons da Entertainment Weekly deu ao episódio um comentário morno, dizendo apenas que "eu adorei a história de Cam e Mitchell, de quem quer trabalhar e quem quer ficar em casa, [mas] o fator cringe da festa foi um pouco demais para mim". Jason Hughes chamou a história de Claire (Julie Bowen) e Alex "hilariante, mas brutal.".